# Ghí

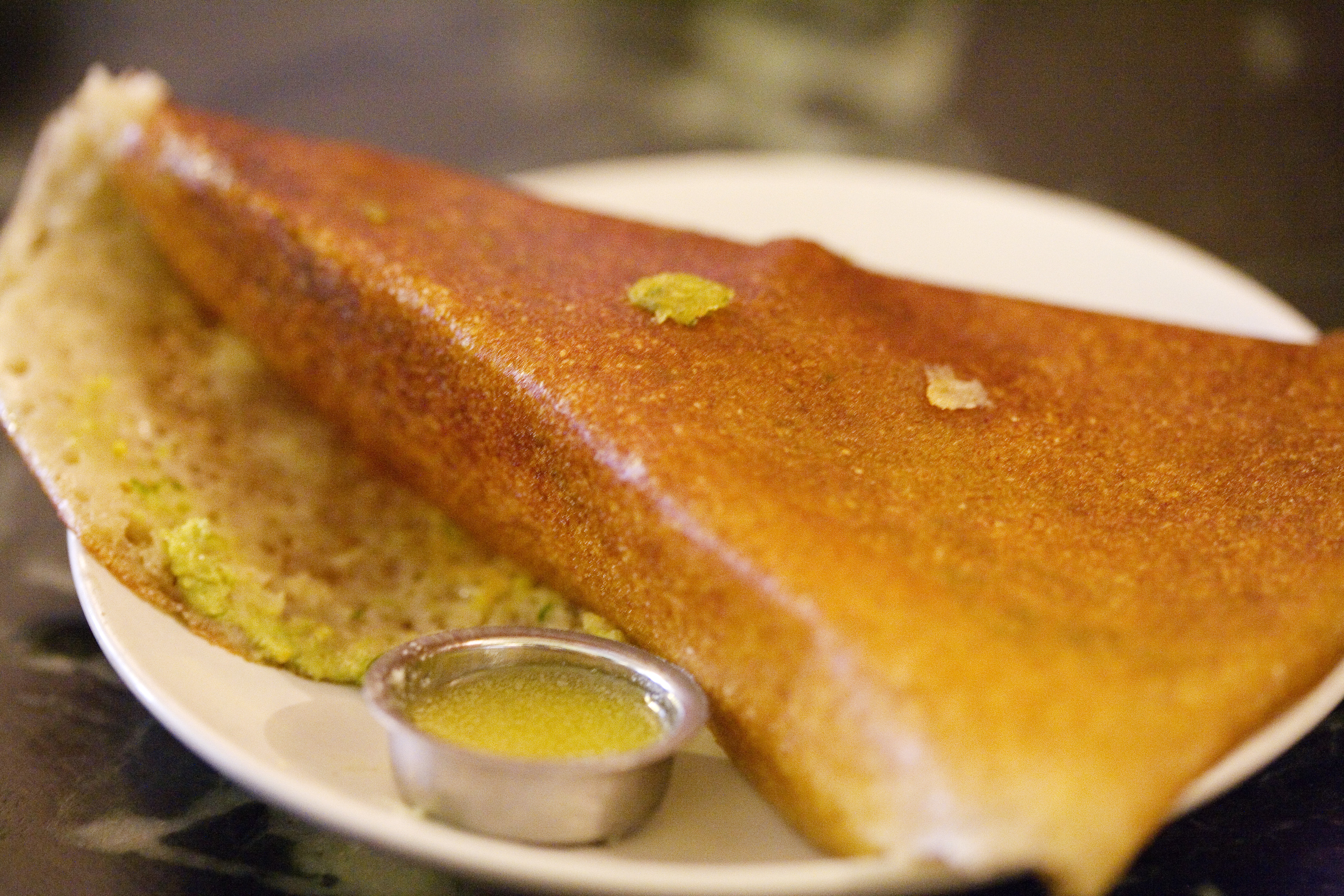
Indický pokrm dosa servírovaný s ghí

Ghí je zvláštní druh přepuštěného másla vyrobený z buvolího či kravského mléka, využívaný v Indii a některých dalších regionech jižní Asie. Tento typ tuku se využívá i v české kuchyni; v Česku je také vyráběn. Ghí bývá někdy řazeno mezi tzv. superpotraviny.

## Popis a použití
Název pochází z ájurvédy, která ghí připisuje mimořádné léčivé účinky.
Ghí má všechny podstatné znaky přepuštěného másla, tj. vysoký kouřový bod (až 250 °C), nulový obsah laktózy a dlouhou, až roční trvanlivost. Od běžného přepuštěného másla se liší způsobem přípravy – nevaří se jen do okamžiku, kdy se začne odpařovat voda a oddělí se mléčná sušina, ale až do doby, než sušina začne karamelizovat. Ve srovnání s obvyklou formou přepuštěného másla má ghí zlatavější barvu. Po přepuštění zachovává nutriční hodnotu másla (vitamín A, vitamín E, draslík, hořčík, železo).
Ghí se používá ve většině tradičních indických jídel. Podle některých studií má při pravidelné konzumaci příznivé účinky na hladinu cholesterolu v těle (na rozdíl od klasického másla, které ji naopak zvyšuje) a na zvýšení hladiny lipoproteinu, čímž napomáhá prevenci srdečních onemocnění.